# Móczár József

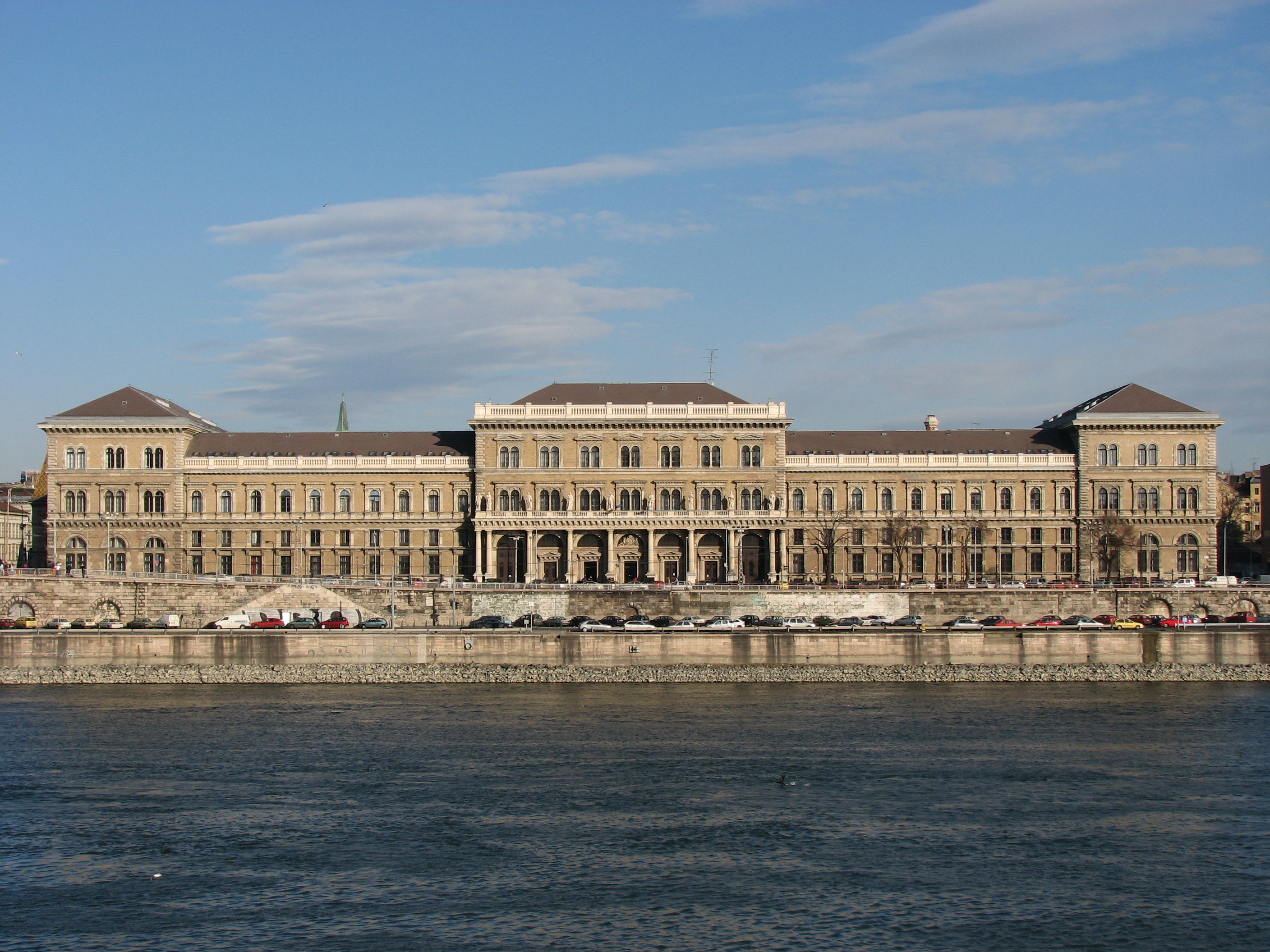
1969 óta tanít a Budapesti Corvinus Egyetemen

Móczár József (Kiskunfélegyháza, 1946. március 30. –), a közgazdaság-tudomány doktora, egyetemi tanár, a Budapesti Corvinus Egyetem professzor emeritusa (2016).

## Életpályája
Szülei: Móczár József Mátyás és Tóth Anna. Felesége: Ueda Masako (1984-1994; japán nemzetiségű). Gyermekei: Attila (1986) és Krisztián (1990).
Végig kitűnő eredménnyel tanult, majd érettségizett a kiskunfélegyházi Petőfi Sándor Gimnáziumban, melyet a felvétele előtt néhány évvel korábban alapítottak a nagy múltú városi Tanítóképzőből az infrastruktúra és a teljes tanári kar megtartásával. Így egy csapásra az ország egyik legjobb gimnáziuma lett, kitűnő tanárokkal: például a klasszikus műveltséget biztosító egyik érettségi tantárgyát, a latint a fizikus Öveges professzor testvére tanította, de akkoriban még ott tanított a matematikus Makai Imre (később a Debreceni Egyetemen lett professzor), és az országos hírű Petőfi-kutató, Mezősi Károly is. Illésy István irodalomtanár rengeteg verset tudott kívülről, megszállottan szervezte az Irodalmi Kört. Matematikából és oroszból középiskolai megyei versenyeken vett részt eredményesen, csak úgy, mint a szavaló versenyeken és a városi műveltségi vetélkedőn. A gimnázium rendkívül magas oktatási színvonala és szellemi kultúrája meghatározó volt számára mind a későbbi tanulmányaiban, mind a tudományos karrierjében.
Egyetemi tanulmányait a Marx Károly Közgazdaságtudományi Egyetemen, a terv-matematika szakon folytatta 1964-től, (jeles és kitűnő eredményekkel, az 1965-1966 és 1967-1968 tanévekben Népköztársasági Ösztöndíjjal), amely kis létszámú elitszak volt, szigorú felvételin kiválogatott hallgatókkal. amely a Sorbonon folyó francia indikatív tervezés képzését követte és amelyet kitűnő oktatási programmal László Imre és Krekó Béla professzor alapított 1960-ban. (1968-ban a szak már nem indult.) A szakon konzisztensen egymásra épülő matematikai, elektrotechnikai, számítástechnikai, logikai, filozófiai és közgazdasági tárgyak szerepeltek. A szak képzése rendkívül stabil és egymásra épülő tantárgyak oktatásával folyt kiváló oktatókkal, a tervezés mellett kiválóan megtanította a felsőbb fokú matematikát és a számítástechnikai alapokat. A tanultak szintetizálását és magasabb szintre emelését számára Kornai János kétéves szakszemináriuma tette lehetővé, ahol hozzájuthattak olyan kiadványokhoz is a világ akkori vezető egyetemeiről, amelyek „lámpásként" szolgáltak ahhoz, hogy betekintést kapjanak a közgazdaság-tudomány Lajtán túli kutatási eredményeibe, a különböző iskolákban folyó legújabb kutatásokba.
A diploma megszerzését követően a MKKE Népgazdaság Tervezési Tanszékén, mint tanársegéd kezdett dolgozni, ahol a terv-matematika módszertani képzését követően a közgazdaságtan egy egészen új területén szerzett ismereteket. Ebben az időszakban László János tanszékvezető professzor kérésére szemináriumokat is kellett vezetnie Gazdaságpolitika és gazdaságirányítás című tárgyból, ami nagyban segítette, hogy a közgazdaság-tudományt társadalomtudománynak tekintse, a matematikai modelleket, az ökonometriai teszteket és a számítógépes szimulációkat pedig lényeges elemzési eszközöknek. Ebbe az irányba mutattak egyébként a nem egyetemi kutatói munkái is. Itt főleg az Országos Tervhivatal Tervgazdasági Intézetét kell megemlíteni, ahol a népgazdasági tervezés komplex programjainak kidolgozásában vett részt az 1970-es évek második felében. Ez a nemzetközi program arra irányult, hogy a különböző KGST országok akadémiai intézeteiből meghívott kutatók új módszereket dolgozzanak ki a népgazdasági tervezés tökéletesítésére. A kutatásokat a moszkvai CEMI (Központi Közgazdasági Matematikai Intézet) koordinálta. Inspiráló szakmai élmény volt számára találkozni olyan szovjet akadémikusokkal, mint Valery L. Makarov vagy Vitaly V. Maiminas. A két területen folyó team-kutatás, egyrészt a gazdaságpolitika, másrészt a komplex programok kidolgozása nagyon jelentős volt pályáján, lényegében ekkor tanulta meg az empirikus elemzések fontosságát. (Erre kitűnő lehetősége nyílott a gyakorlatban is, 1979-ben, amikor mint AIESEC trainee két hónapot töltött Máltán, a Mid-Med Bankban.)
A következő mérföldkőhöz akkor érkezett el a pályáján, amikor a Neumann-modellel és a turnpike-elmélettel foglalkozó cikkeit 1980-ban közölte a Szigma és az Egyetemi Szemle, aminek köszönhetően lehetősége nyílt megpályázni a japán állami ösztöndíjat. Az ösztöndíj keretében a soron következő két évet (1981–1983) az Oszakai Egyetem mellett működő világhírű ISER kutatóintézetben töltötte, ahol olyan világhírű professzoroktól tanulhatott, mint Jinkichi Tsukui, Masanao Aoki, vagy a japán matematikai közgazdaságtan megalapítója, Takuma Yasui. (Az első félévben intenzív japán nyelvi képzésen vett részt az Osaka Gaikoku Daigaku Egyetemen Oszakai Külföldi Nyelvek Egyeteme), , amelyet sikeres nyelvvizsgával zárt.) A diákkori álma valóra vált, de a tanulási lehetőség óriási kihívásként nehezedett rá. Japánban rá kellett döbbennie, hogy – amellett, hogy a terv-matematika szak képzését a mai napig nagyon jónak tartja – rendkívül keveset tanultak a nyugati közgazdasági iskolák elméleteiről és matematikai módszereiről. Látva ezt a hiányosságot, az intézeti könyvtárban töltötte napjait kemény tanulással, miközben Jinkichi Tsukui, Kem-Ichi Inada és Kiyoshi Kuga professzorokkal intenzíven konzultált, részt vett Masanao Aoki professzor irányításelméleti PhD kurzusán, átjárt a Kyotoi Egyetemre Masahiko Aoki professzorhoz, felkereste Hiroshi Atsumi professzort is a Tsukuba Egyetemen. E konzultációk mellett az is rendkívül ösztönző volt számára, hogy John Hicks vagy David Gale (az ISER jóval korábbi vendégprofesszorainak) ceruzás bejegyzéseit tartalmazó könyvtári könyvekből tanulhatott. A nemzetközi kitekintést az biztosította számára, hogy az intézetben kutatószemináriumokon kéthetente neves amerikai és európai egyetemekről érkező professzorok ismertették a legújabb kutatási eredményeiket. Az igényesség, ami Japánban „megfertőzte", végig kísérte az egész eddigi pályáján, noha jól tudta, hogy a túlzott igényesség, csak úgy, mint a túlképzettség sem jó minden helyzetben és minden időben.
1991-ben az Oszakai Egyetem ISER Intézete meghívta kutató vendégprofesszornak. Amikor kiérkezett, felvette a kapcsolatot az itthon is jól ismert matematikus-közgazdásszal, Hukukane Nikaido professzorral, aki akkor már a statikus helyett dinamikus kutatásokat folytatott. Nikaido hatására váltott a dinamika és az evolúció kutatására: az egyéves vendégprofesszori állása alatt a newtoni, a klasszikus és a kvantum dinamikát és a káosz elméletek alkalmazását kutatta a dinamikus közgazdasági modellekben. Eredményeit rangos nemzetközi folyóiratok publikálták és 1994-ben benyújtott ’hakase ronbunra’ az Oszakai Egyetem közgazdasági PhD-fokozatot adományozott számára. Disszertációja kibővített változatával az elsők között habilitált 1994-ben a Budapesti Közgazdaságtudományi Egyetemen, a mai BCE egyik elődjén, és még ugyanebben az évben megkapta az egyetemi tanári (full professor) kinevezését.
Ezt követően továbbra is a dinamika volt a fő kutatási iránya, cikkeket, tanulmányokat írt, majd az 1996/97-es tanévet a Fulbright ösztöndíj elnyerésével Los Angelesben a University of Southern California vendégprofesszoraként töltötte, ahol Richard Day professzorral folytattak kutatásokat. Az Egyesült Államokban töltött akadémiai évhez és a Fulbright ösztöndíjhoz kitűnő alapot szolgáltattak 1993-ban és 1994-ben a rövidebb idejű külföldi ösztöndíjak: a Tempus és a Giovanni Agnelli ösztöndíjakkal 2-3 hónapot töltött Groningenben, Leuvenben, Velencében, Sienában valamint Bécsben, szintén azokkal a professzorokkal (R. H. Goodwin, F. Hahn, L. Punzo, H. Nüsse, A. Medio stb.) dolgozott, akik a dinamika területén kutattak és írták az akkor mainstreamnek számító tanulmányaikat.
A 2000-es éveket a Budapesti Corvinus Egyetem professzoraként oktatással és az 1999-ben elnyert Széchenyi Professzori Ösztöndíj támogatásával intenzív kutatással töltötte, eredményeit az Akadémiai Kiadó gondozásában 2008-ban megjelent, „Fejezetek a modern közgazdaság-tudományból” című 600 oldalas könyvében publikálta. A könyv alapul szolgált az Akadémiai Doktori Értekezéséhez; 2011-ben megszerezte az MTA-Doktora tudományos fokozatot. 2016 óta a Budapesti Corvinus Egyetem emeritus professzora; ma is aktívan kutat és oktat, miközben rangos folyóiratokban és könyvekben publikált.

## Munkássága
Az oktatási feladatait, mind a kutató munkáját a szakmai érdeklődési köre határozta meg. Az 1970-es években Input-output elemzés és Dinamikus közgazdasági modellek tantárgyi megjelöléssel önálló féléves kurzusokat állított össze, oktatási segédanyagokat készített az előadásaihoz, szemináriumokat vezetett a Gazdaságirányítás és gazdaságpolitika című alaptárgyból. Több éven keresztül oktatta a Népgazdasági tervezés, az Analízis, a Lineáris algebra és az Operációkutatás c. tárgyakat az MKKE szegedi kihelyezett tagozatán. Szakmai érdeklődése és munkássága a 80-as évek végétől egyre inkább a dinamikus makroökonómia, azon belül is a lineáris és a nemlineáris dinamikus közgazdasági modellek, a ciklus és a turnpike, a nem egyensúlyi állapot, a bifurkáció és a komplex dinamika (káosz) kérdéseire összpontosult. Ezt jelzik a korábbi önálló egyetemi kurzusainak ilyen irányú kiterjesztései is, nevezetesen a Bevezetés a közgazdasági dinamikába és az Alkalmazott makroökonómia c. tárgyak meghirdetése, valamint az ebben a témában 1992-ben benyújtott és elfogadott OTKA pályázata is.
A 2000-es években kidolgozta a Dinamikus makroökonómia és a Dinamikus optimalizációs modellek c. tárgyakat, amelyek a variációszámítás, funkcionálanalízis és a dinamikus programozás módszerein alapulnak. Tananyagaiban központi helyen a Ramsey – Neumann – Haavelmo hármas áll, akiknek eredményei meghatározzák a modern közgazdaságtudomány elméleti kérdéseit is. Kutatási tevékenysége szorosan kapcsolódott oktatási területéhez. Ebben meghatározó volt az itthoni rendkívül magas színvonalú képzés a terv-matematika szakon, de jelentős segítséget jelentettek a külföldi ösztöndíjas tanulmányútjai is. 1981–1983 években Japánban az Oszakai Egyetem kutató intézetében, az ISER-ben a hosszú távú egyensúlyi gazdasági növekedés (turnpike) matematikai modelljeit tanulmányozta Jinkichi Tsukui professzor irányításával.
1991-ben kutató vendégprofesszori állást töltött be az ISER-ben, ahol a nemegyensúlyi dinamika közgazdasági kérdéseit kezdte el tanulmányozni. Ilya Prigogine munkáinak tanulmányozása győzte meg, hogy a közgazdaság-tudományt multidiszciplináris diszciplínaként, a fizikai, a kémiai és a biológiai folyamatok segítségével vizsgálja. Ebben megerősítette a neoklasszikus Alfred Marshall, aki az energetikai és biológiai közgazdaságban hitt, és úgy érvelt, hogy „a gazdaság egy olyan evolúciós folyamat főszereplője, amelyben a technológia, a piaci intézmények és az emberek preferenciái az emberek magatartásával együtt alakulnak”. Richard H. Goodwin ciklikus növekedési modellje a Lotka-Volterra ökológiai modellen alapul, amelyet a szerző egyéves fizikai tanulmánya előzött meg. Ez a tanulmány pedig az önszerveződés fontosságára hívta fel figyelmét, vagyis az instabilitásra, a bifurkációra és az evolúcióra a gazdaság dinamikus vizsgálatában.
1992-től TEMPUS és G. Agnelli ösztöndíjakkal 2-3 hónapot töltött a Siennai, a Velencei LaFoscara, a Groningeni és a Leuveni Egyetemeken, ahol a ciklus, az instabilitás, a bifurkáció és a káosz elméleti modelljeit tanulmányozta. A reducibilis gazdaságokban megfogalmazott eredeti egyensúlyi elméleteit rangos nemzetközi folyóiratok (Metroeconomica, Economic Systems Research, The Japan and World Economy, etc.) közölték. Az itthoni és a külföldi tanulmányútjainak egy-egy állomása és az ott szerzett új ismeretek jól kirajzolják az akadémiai doktori értekezésének a paradigmaváltásokat összekötő ívét. Több mint 140 jelentősebb tudományos cikk, tanulmány, könyv, könyvfejezet és meghívott előadás szerzője. Erdős-indexe: 3. A Pénzügyi Szemle és az International Journal of Technology, Modelling and Management folyóirat szerkesztő bizottságának tagja. Oktatási tevékenységét miniszteri elismerő oklevéllel és „Kiváló oktató” címmel ismerték el. Idegen-nyelv ismerete: orosz, angol és japán. Kutatási témái: Neumann modellek, egyensúlyi növekedési pályák, turnpike a reducibilis gazdaságokban, stabilitás, bifurkáció, evolúció, termodinamika, komplex dinamikai rendszerek. Dinamikus és sztochasztikus nem egyensúlyi elméletek és modellek. A közgazdaságtudomány kérdéseinek természettudományos (science) közelítése.
PhD fokozatot szerzett hallgatói: Várpalotai Viktor 2009 és Morvai Endre 2015

## Tudományos fokozatok, címek
- 1971 dr. univ MKKE
- 1987 kandidátus MTA
- 1994 PhD Osaka University
- 1994 Dr.Habil BKAE
- 2011 DSc MTA

## Munkahelyei
- 1969–1973 MKKE, Népgazdaság tervezése tanszék, egyetemi tanársegéd
- 1974–1987 MKKE, Népgazdaságtervezési Intézet, egyetemi adjunktus
- 1988–1993 BKAE, Matematikai közgazdaságtan és ökonometria tanszék, egyetemi docens
- 1994–2016 BCE, Matematikai közgazdaságtan és gazdaságelemzés tanszék, Matematikai közgazdaságtan és ökonometria tanszék, egyetemi tanár
- 2016– Budapesti Corvinus Egyetem professor emeritusa (2016).

## Oktatott tárgyai
- Input-Output modellek
- Többperiódusos tervezési modellek
- Népgazdasági tervezés és irányítás
- Analízis
- Valószínűségszámítás
- Lineáris algebra
- Operációkutatás
- Matematikai közgazdasági modellek
- Bevezetés a közgazdasági dinamikába
- Alkalmazott makroökonómia
- Makroökonómia
- Monetáris gazdaságok elemzése
- Nemzetközi gazdaságtan
- Makroökonómiai elemzések és stabilizációs gazdaságpolitikák
- Dinamikus makroökonómia
- Dinamikus optimalizációs modellek

## Közéleti szerepvállalása
- 1973-1988 Neumann János Számítógép-tudományi Társaság, Operációkutatási Szakosztályának titkára
- 1997- Magyar Közgazdasági Társaság tagja
- 1992-  Pan Pacific Input-Output Society tagja
- 1992-1995 Országos Felsőoktatási- és Tudományos Tanács, Gazdasági Felsőoktatási Bizottság
- 2011-2021- Pénzügyi Szemle, Szerkesztőbizottsági Tag és rovatvezető
- 2010- International Journal of Technology, Modelling and Management, Member of Editorial Board
- 1991–1993 Kari Tantervi Bizottság
- 1992–1995 Közalkalmazotti Tanács elnöke
- 1996–2002 Habilitációs Bizottság tagja
- BCE Doktori Iskolájában 1998-tól előbb rendes, 2016-tól pedig emeritus törzstag

## Főbb művei
- Az MTMT adatbázisa 119 munkáját közölte. Összes tudományos közleményének és alkotásainak független idézettségi száma 156. Külföldön megjelent tudományos közleményeinek a száma 19. Monográfiáinak és szakkönyveinek a száma 3.[10]
- Web of Science 5 tanulmányát közölte.[11]
- Móczár József 27 publikációjának adatai. OSZK. Katalógus.[12]
- Gazdaságirányítás és tervezés japán módra. KJK. Bp. 1987.
- "Irreducible balanced and unbalanced growth paths : Business cycles and structural changes," Structural Change and Economic Dynamics, Elsevier, vol. 2(1), pages 159-176, June. 1991[13]
- Fejezetek a modern közgazdaság-tudományból: sztochasztikus és dinamikus nemegyensúlyi elméletek, természettudományos közelítések. Akadémiai Kiadó. 2008.
- "Anatomy and Lessons of the Global Financial Crisis," Public Finance Quarterly, State Audit Office of Hungary, vol. 55(4), pages 753-775. 2010.[14]
- "Noether's Theorem and the Lie Symmetries of Goodwin-model. Department of Mathematical Economics and Economic Analysis", Corvinus University of Budapest. 2016.[15]
- Jozsef Moczar,  "Arrow-Debreu Model versus Kornai-critique," Athens Journal of Business & Economics, Athens Institute for Education and Research (ATINER), vol. 3(2), pages 143-170, April. 2017.[16]
- Közgazdasági Szemle – 2014. február. VITA. Móczár József: Rendszerváltás és közgazdaság-tudomány. 220-227.[17]
- Közgazdasági Szemle – 2018.március. Kornai János és a neoklasszikus versus intézményi közgazdaságtan. 229-239.[18]
- "János Kornai, and Neoclassical versus Institutional Economics," Acta Oeconomica, Akadémiai Kiadó, Hungary, vol. 68(supplemen), pages 73–83, January. 2018.[19]
- "Barabási-Type Laws of Success, Networks and Public Funds in Hungarian Science". Public Finance Quarterly, State Audit Office of Hungary, vol. 64(1), pages 110-127. 2019.[20]
- “Non-Uniqueness Through Duality in the von Neumann Growth Models“, Metro-economica , 1997, Vol. 48, pp. 280–299. Blackwell Publ. Co. Research Gate
- “Growth Paths in the Leontief-type Dynamic Reducible Models (With a Case Study for Japan in the 60’s)”, Japan and the World Economy, 1997, Vol. 9, pp. 17–36. Elsvier, North-Holland Publ. Co. Research Gate
- “Reducible von Neumann Models and Uniqueness”, Metroeconomica, 1995, Vol. 46, pp. 1–15.Blackwell Publ. Co. Research Gate
- “Balanced and Unbalanced Growth Paths in a Decomposable Economy: Contributions to the Theory of Multiple Turnpikes “, Economic System Research, 1992, Vol.3, pp. 211–222. (Co-author: J. Tsukui). Carfax Publ. Co. Research Gate
- “Irreducible Balanced and Unbalanced Growth Paths (Business Cycles and Structural Changes)”, Structural Changes and Economic Dynamics, 1991, Vol. 2, pp. 159–176. Oxford University Press. Research Gate
- „Cyclical or turnpike growth: capital accumulation choices in some reducible von Neumann models”, Society and Economy in Central and Eastern Europe, 1995, Vol. 17, No. 4, pp. 32–291, JSTOR, Research Gate
- The Arrow-Debreu Model of General Equilibrium and Kornai’s Critique in the Light of Neoclassical Economics, Oxford -College Press, Journal of Banking, Finance & Sustainable Developments, 2019, Vol.1, No.1, pp. 42–68, Research Gate
- “Nöther Theorem and the Lie Symmetries in the Goodwin-Model”, In: F. Szidarovszky and G. I. Bischi (eds.): Games and Dynamics in Economics, 143-154, Springer Nature Singapore Pte Ltd, 2020.

## Díjai, elismerései
- 1970 Művelődési Miniszter Elismerő Oklevele OM
- 1976 Kiváló Oktató OM
- 1981 Monbusho ösztöndíj OÖT
- 1991 Visiting Professor Osaka University, ISER
- 1991 Visiting Fellow East_West Center, Hawaii, USA
- 1992 G. Agnelli ösztöndíj G. Agnelli
- 1996 Fulbright Professzori ösztöndíj Fulbright Commitee, Hungary
- 1997. a New York-i Tudományos Akadémia tagja, meghívás alapján
- 2000, Széchenyi Professzori Ösztöndíj OM

## Nyelvismeret
- japán középfok
- angol középfok
- orosz felsőfok